# ای‌ام‌اکس
ای‌ام‌اکس (انگلیسی: AMX) شرکت هوافضای برزیلی ایتالیایی است، که در سال ۱۹۸۰ تأسیس شد.